# Heptacarpus spina
Heptacarpus spina är en kräftdjursart. Heptacarpus spina ingår i släktet Heptacarpus och familjen Hippolytidae. Inga underarter finns listade i Catalogue of Life.